# Bagieniec
Bagieniec – wieś w Polsce położona w województwie dolnośląskim, w powiecie świdnickim, w gminie Jaworzyna Śląska.

## Historia
Miejscowość  ma swoje korzenie sięgające drugiej połowy XIII wieku, a pierwsza znana wzmianka na jej temat pochodzi z roku 1307. W roku 1366 Bagieniec znajdował się w posiadaniu Konrada von Rohnau. W kolejnych okresach wioska była własnością rodzin: Hulfrich, Schleuer, Herdan, von Sachenkirch, von Kolditz, von Saulcz. W latach 1545–1633 majątek w Bagieńcu znowu przeszedł w ręce rodziny von Rohnau. Następnie, w okresie 1633-1754, dobra należały do rodziny von Luck. W roku 1754 Carl Gottlieb von Luck sprzedał Bagieniec baronowi Heinrichowi Wilhelmowi von Zedlitz. W roku 1834 posiadłość nabyła rodzina von Lierse, jednak Zedlitzowie odkupili ją od nich w 1872 roku.

## Podział administracyjny
W latach 1975–1998 miejscowość administracyjnie należała do województwa wałbrzyskiego.

## Demografia
Według Narodowego Spisu Powszechnego (III 2011 r.) liczył 107 mieszkańców. Jest najmniejszą miejscowością gminy Jaworzyna Śląska.

## Zabytki
Do wojewódzkiego rejestru zabytków wpisany jest:
- zespół dworski, z XVI-XX w.:
  - park, zaniedbany w otoczeniu pałacu, pozostałości
  - dwór – pałac na wyspie z XVI w.; pierwotne założenie to prawdopodobnie dwór obronny. W drugiej połowie XVI w. przekształcony w renesansowy zamek. Kolejna przebudowa w połowie XVIII w. nadała budowli wystrój barokowy. Ostatecznie przebudowany na początku XX w. w stylu neorenesansowym. Obecnie – pałac, trójkondygnacyjny, podpiwniczony, powstały na planie regularnym. Zbudowany jest głównie z cegły, z niewieloma dodatkami kamienia, kryty dachem czterospadowym. Kubatura obiektu to niespełna 5000 m³. Zabytek znajduje się w centrum wsi Bagieniec, otoczony jest jeziorem, które kiedyś pełniło rolę fosy. Do pałacu można się dostać kamiennym mostem wybudowanym w miejscu mostu zwodzonego. Zachowały się m.in. XIX-wieczny kamienny portal, kartusz herbowy oraz pomieszczenia ze sklepieniami kolebkowymi. W pałacu gościło wiele znanych osobistości takich jak: Johann Wolfgang Goethe czy Friedrich Bogislav von Tauentzien. Własność prywatna w odbudowie.